# Jordan (rzeka)
Jordan (hebr. ‏נהר הירדן‎, nahar ha-jarden; arab. ‏نهر الأردن‎, nahr al-urdun) – rzeka w Azji, na Bliskim Wschodzie, przepływająca przez Liban, Syrię, Izrael, Palestynę i Jordanię, na kilku odcinkach będąc rzeką graniczną. Długość rzeki to 251 km, a powierzchnia dorzecza 18 000 km².
Wody Jordanu wykorzystywane są do celów irygacyjnych i energetycznych, ale ich podział i wykorzystanie jest przyczyną wielu sporów wśród państw, przez które przepływa. W 2010 roku media donosiły o skutkach nadmiernej eksploatacji Jordanu, w wyniku której obniżył się poziom wody w rzece oraz zasilanym przez nią Morzu Martwym.

## Przebieg
Jej początkiem, na terytorium Libanu, są cztery rzeki (potoki) źródłowe spływające z południowych stoków gór Antyliban.
Rzekami tymi są:
- Hasbani (hebr. שניר, senir; arab. الحاصباني, al-hasbani).
- Banias (hebr. חרמון, hermon; arab. بانياس, banias), która jako potoki spływa z góry Hermon.
- Dan (hebr. דן, dan; arab. اللدان, leddan), również spływa ze zboczy góry Hermon.
- Ajun (hebr. עיון, ajoun; arab. عيون, ajoun).

Łączą się w dolinie Hula.
Płynie na południe dnem tektonicznego rowu Jordanu w górnym biegu tworząc liczne progi. Przepływa przez Jezioro Hula, następnie przez Jezioro Tyberiadzkie. W dolnym biegu meandruje. Uchodzi deltą do Morza Martwego na wysokości 396 m poniżej poziomu morza.
Większymi dopływami (lewymi, wschodnimi) są Jarmuk i Nahr al-Szewka.

## Jordan w Biblii
W Starym Testamencie wymieniona jako główna rzeka Ziemi Obiecanej. Biblia wymienia rzekę między innymi przy okazji opisu przejścia przez niego suchą nogą przez Izraelitów pod wodzą Jozuego; osuszania go przez Eliasza i dwukrotnie przez Elizeusza (osuszenia te nie miały trwałego charakteru). Jordan odegrał też ważną rolę w cudownym uzdrowieniu Naamana.
W Nowym Testamencie Jordan wymieniony został jako miejsce chrztu Jezusa i Żydów dokonywanego przez Jana Chrzciciela. Według tradycji za miejsce, w którym chrzcił Jan Chrzciciel uznaje się Kasr al-Jahud.